# 科洛纳尔-科吕贝尔
科洛纳尔-科吕贝尔（法語：Colonard-Corubert，法語發音：[kɔlɔnaʁ kɔʁybɛʁ] ⓘ）是法国奥恩省的一个旧市镇，位于该省东南部，属于莫尔塔涅欧佩什区。科洛纳尔-科吕贝尔于1959年由原市镇科洛纳尔勒比松（Colonard-le-Buisson）和科吕贝尔（Corubert）合并而成。2016年1月1日，科洛纳尔-科吕贝和相邻的另外5个市镇合并为新市镇佩尔什昂诺塞（Perche en Nocé）。

## 地理
科洛纳尔-科吕贝尔（48°24'32"N, 0°39'25"E）面积14.1 平方千米，位于法国诺曼底大区奧恩省，该省份为法国西北部内陆省份，北起顺时针与卡爾瓦多斯省、厄尔省、厄尔-卢瓦省、萨尔特省、马耶讷省和芒什省接壤。
与科洛纳尔-科吕贝尔接壤的市镇（或旧市镇、城区）包括：库尔瑟罗、于讷河畔贝卢、于讷河畔莫沃、佩尔什昂诺塞、圣让德拉福雷、于讷河畔圣莫里斯、圣旺德拉库尔、塞里尼、诺塞。

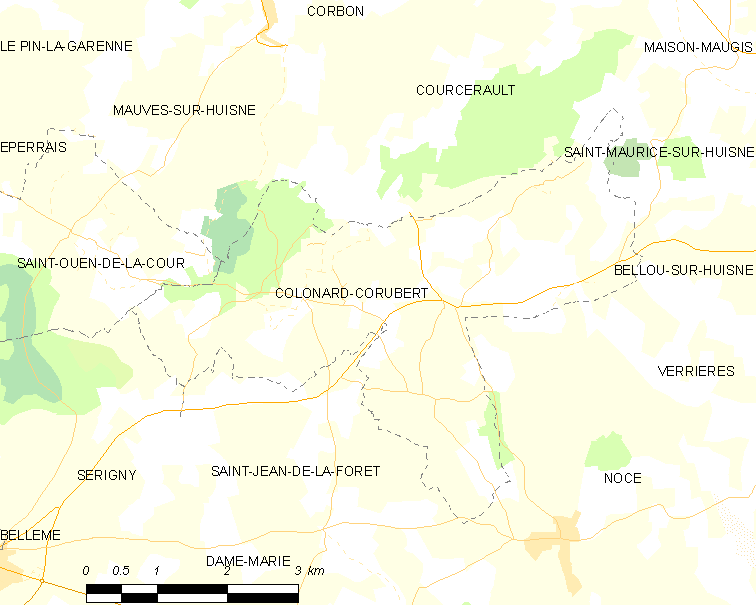
科洛纳尔-科吕贝尔的OSM定位图

科洛纳尔-科吕贝尔的时区为UTC+01:00、UTC+02:00（夏令时）。

## 行政
科洛纳尔-科吕贝尔的邮政编码为61340，INSEE市镇编码为61112。

## 政治
科洛纳尔-科吕贝尔所属的省级选区为布勒通塞勒县。

## 人口

1962-2008年间科洛纳尔-科吕贝尔人口变化图示

科洛纳尔-科吕贝尔于2018年1月1日时的人口数量为245人。